# Briefmarken-Jahrgang 1984 der Österreichischen Post
Der Briefmarken-Jahrgang 1984 der Österreichischen Post enthält 36 Ausgaben mit einem Nominalwert von gesamt 159,50 zuzüglich Zuschlag von 6,00 Schilling. Die Briefmarken waren bis 1. Juli 2002 gültig, ein Umtausch auf Eurofrankatur war kurze Zeit später noch unter bestimmten Umständen möglich.
In diesem Jahr wurden vier Dauermarken, 32 Sondermarken (davon zwei mit Zuschlag) und kein Block verausgabt.

## Besonderheiten
- Es gab 1984 zwei Zuschlagsmarken, nämlich, wie üblich, am Tag der Briefmarke, und zusätzlich eine für die Weltwinterspiele für Behinderte in Innsbruck.
- 1984 wurde die Dauermarkenserie Stifte und Klöster in Österreich eingeführt und löste die seit 1973 verausgabte Landschaftsserie ab. Weiters kam die bis 2001 ausgegebene Sondermarkenserie Naturschönheiten in Österreich zum Einsatz.
- Wie erstmalig 1983, gab es in diesem Jahr bereits zwei offizielle Maximumkarten.

## Liste der Ausgaben und Motive
| Ausgabe- datum | Art | Thema                                                                                              | Darstellung | Nominal- wert | Auflage- zahl | Entwurf              | Stich           | Mi.-Nr. | ANK-Nr. |
| -------------- | --- | -------------------------------------------------------------------------------------------------- | --- | ------------- | ------------- | -------------------- | --------------- | ------- | ------- |
| 5. Jän.        | SM  | 100. Todestag von Gregor Mendel                                                                    | Porträt und Symbole | 4,00 S        | 3.500.000     | Adalbert Pilch       | Rudolf Toth     | 1763    | 1794    |
| 5. Jän.        | SM  | 50. Todestag von Anton Hanak                                                                       | Anton Hanak bei der Arbeit | 3,00 S        | 3.500.000     | Adalbert Pilch       | Werner Pfeiler  | 1764    | 1795    |
| 5. Jän.        | SZM | Weltwinterspiele für Behinderte in Innsbruck                                                       | Abfahrtsläufer und Emblem | 4,00 + 2,00 S | 2.600.000     | Valentin Wurnitsch   |                 | 1765    | 1796    |
| 10. Feb.       | SM  | 12. Februar 1934 - Nie wieder Bürgerkrieg!                                                         | Stilisiertes Mahnmal in Wöllersdorf | 4,50 S        | 4.000.000     | Werner Pfeiler       |                 | 1766    | 1797    |
| 25. Apr.       | SM  | 900 Jahre Stift Reichersberg                                                                       | Stifterstein (15. Jahrhundert) | 3,50 S        | 3.600.000     | Martin Stachl        | Rudolf Toth     | 1767    | 1798    |
| 27. Apr.       | DM  | Stifte und Klöster in Österreich                                                                   | Stift Geras | 3,50 S        | unbekannt     | Otto Zeiller         | Werner Pfeiler  | 1768    | 1806    |
| 4. Mai         | SM  | 200 Jahre Austria Tabak                                                                            | Zigarettenschleife mit Tabakpflanze | 4,50 S        | 3.550.000     | Gerhart Baresch      | Werner Pfeiler  | 1769    | 1800    |
| 4. Mai         | SM  | Weltkongress der Atomobilingenieure (FISTIA)                                                       | Emblem und Radlagerung | 5,00 S        | 3.550.000     | Johannes Kral        |                 | 1770    | 1801    |
| 4. Mai         | SM  | 1200 Jahre Stadt Köstendorf                                                                        | Stadtansicht und Gemeindewappen | 4,50 S        | 3.600.000     | Otto Zeiller         | Kurt Leitgeb    | 1771    | 1799    |
| 4. Mai         | SM  | Europamarke - 25 Jahre CEPT                                                                        | Gemeinschaftsmotiv Brücke | 6,00 S        | 3.850.000     | Jacky Larrivière     |                 | 1772    | 1802    |
| 11. Mai        | SM  | Steirische Landesausstellung – Erz und Eisen in der Grünen Mark in Eisenerz                        | Eisenblüte | 3,50 S        | 3.600.000     | Anna Rogler-Kammerer | M. Laurent      | 1773    | 1804    |
| 11. Mai        | SM  | 125. Geburtstag von Johann von Österreich                                                          | Gemälde von Julius Schnorr von Carolsfeld | 4,50 S        | 3.700.000     | Friedrich Mayr       | Alfred Nefe     | 1774    | 1803    |
| 18. Mai        | SM  | Niederösterreichische Landesausstellung – Das Zeitalter Kaisers Franz Josephs im Schloss Grafenegg | Einband des Buches Viribus unitis | 3,50 S        | 3.600.000     | Werner Pfeiler       |                 | 1774    | 1805    |
| 18. Mai        | DM  | Stifte und Klöster in Österreich                                                                   | Stift Schlägl | 4,50 S        | unbekannt     | Otto Zeiller         | Werner Pfeiler  | 1776    | 1808    |
| 30. Mai        | SM  | 850 Jahre Stadt Vöcklabruck                                                                        | Unterer Stadtturm und Gemeindewappen | 4,50 S        | 3.600.000     | Georg Pucalka        | Wolfgang Seidel | 1777    | 1810    |
| 1. Jun.        | SM  | 100 Jahre Landesmuseum Kärnten                                                                     | Dionysos, Teil eines römischen Mosaiks | 3,50 S        | 3.600.000     | Friedrich Mayr       | Wolfgang Seidel | 1778    | 1811    |
| 5. Jun.        | SM  | 100 Jahre Wildbachverbauung in Österreich                                                          | Wildbachverbauung | 4,50 S        | 3.650.000     | Ferdinand Dorner     | Kurt Leitgeb    | 1779    | 1812    |
| 5. Jun.        | SM  | 100. Jahre Tiroler Landesausstellung – Die tirolerische Nation (1790–1820)                         | Ausschnitt aus dem Gemälde Das Zusammentreffen der kaiserlichen Truppen mit dem Südtiroler Aufgebot unter Andreas Hofer bei Sterzing im April 1809 von Ludwig Ferdinand Schnorr von Carolsfeld | 4,50 S        | 3.650.000     | Oswald Haller        | Kurt Leitgeb    | 1780    | 1812    |
| 5. Jun.        | SM  | 100. Geburtstag von Ralph Benatzky                                                                 | Porträt | 4,00 S        | 3.650.000     | Adalbert Pilch       | Alfred Nefe     | 1781    | 1814    |
| 22. Jun.       | SM  | 125. Geburtstag von Freiherr Christian von Ehrenfels                                               | Porträt | 3,50 S        | 3.550.000     | Otto Zeiller         |                 | 1782    | 1815    |
| 22. Jun.       | SM  | 25 Jahre Miniaturstadt Minimundus (Gesellschaft Rettet das Kind)                                   | Modelle berühmter Bauwerke | 4,00 S        | 3.650.000     | Valentin Wurnitsch   |                 | 1783    | 1816    |
| 22. Jun.       | SMS | Naturschönheiten in Österreich                                                                     | Naturpark Blockheide-Eibenstein | 4,00 S        | 3.600.000     | Adalbert Pilch       | Rudolf Toth     | 1784    | 1817    |
| 6. Jul.        | SMS | Eisenbahnjubiläen - 100 Jahre Arlbergbahn und 75 Jahre Tauernbahn                                  | Tauernbahn mit ÖBB 4010 auf Schanatabelbrücke | 3,50 S        | 3.700.000     | Auguste Böcskör      | Wolfgang Seidel | 1785    | 1820    |
| 6. Jul.        | SMS | Eisenbahnjubiläen - 100 Jahre Arlbergbahn und 75 Jahre Tauernbahn                                  | Arlbergbahn mit ÖBB 4010 auf Falkensteinbrücke | 4,50 S        | 3.700.000     | Auguste Böcskör      | Wolfgang Seidel | 1786    | 1821    |
| 6. Jul.        | SM  | 200 Jahre Ballonfahrt in Österreich                                                                | Erste Ballonfahrt mit Johann Georg Stuwer | 6,00 S        | 4.000.000     | Valentin Wurnitsch   |                 | 1787    | 1819    |
| 13. Aug.       | SMS | Naturschönheiten in Österreich                                                                     | Neusiedlersee | 4,00 S        | 3.600.000     | Adalbert Pilch       | Rudolf Toth     | 1788    | 1818    |
| 31. Aug.       | SM  | Internationaler Rechtsanwältekongress in Wien                                                      | Statue der Justitia im Justizpalast | 7,00 S        | 3.550.000     | Werner Pfeiler       |                 | 1789    | 1822    |
| 3. Sep.        | SM  | 7. Europäischer Anatomenkongress in Innsbruck                                                      | Joseph Hyrtl, Glasfenster von Josef Widmoser im Institut der Anatomie an der Medizinischen Universität Innsbruck                                                                               | 6,00 S        | 3.600.000     | Sepp Buchner         |                 | 1790    | 1823    |
| 28. Sep.       | DM  | Stifte und Klöster in Österreich                                                                   | Stift Stams | 4,00 S        | unbekannt     | Otto Zeiller         | Werner Pfeiler  | 1791    | 1807    |
| 4. Okt.        | DM  | Stifte und Klöster in Österreich                                                                   | Stift Rein | 6,00 S        | unbekannt     | Otto Zeiller         | Werner Pfeiler  | 1792    | 1809    |
| 12. Okt.       | SMS | Moderne Kunst in Österreich                                                                        | Werk Fenster von Karl Korab | 4,00 S        | 3.850.000     | Karl Korab           | Wolfgang Seidel | 1793    | 1824    |
| 18. Okt.       | SM  | 600. Geburtstag von Johannes von Gmunden                                                           | Astrolabium von Philipp Imsser | 3,50 S        | 3.600.000     | Otto Zeiller         | Kurt Leitgeb    | 1794    | 1825    |
| 9. Nov.        | SM  | 125 Jahre Presseclub Concordia                                                                     | Schreibfeder | 4,50 S        | 3.600.000     | Adalbert Pilch       |                 | 1795    | 1826    |
| 23. Nov.       | SM  | 100. Todestag von Fanny Elßler                                                                     | Fanny Elßler beim Cachucha-Tanz | 4,00 S        | 3.600.000     | Auguste Böcskör      | M. Laurent      | 1796    | 1827    |
| 30. Nov.       | SMS | Tag der Briefmarke                                                                                 | Schreiber und Briefbote Relief der Opferkammer des Seschemnefer III. | 6,00 + 3,00 S | 1.650.000     |                      | Werner Pfeiler  | 1797    | 1828    |
| 30. Nov.       | SM  | Weihnachten                                                                                        | Gemälde am Aggsbacher Altar im Stift Herzogenburg | 4,50 S        | 6.000.000     | Otto Zeiller         | M. Laurent      | 1798    | 1829    |

## Legende und Anmerkungen
- Art: SM = Sondermarke, DM = Dauermarke, SMS = Sondermarkenserie, SZM = Sonderzuschlagsmarke, B = Block
- Nicht enthalten sind in dieser Aufstellung Portomarken, Automatenmarken, Stempelmarken, Schwarzdrucke, Maximumkarten, Ersttagsbriefe etc.
- Aufgrund von Urheberrechtsfragen ist hier grundsätzlich keine Veröffentlichung von Abbildungen der einzelnen Briefmarken vorgesehen.

## Marktwert der Briefmarken
- Da sich einerseits seit den 1960er-Jahren bis in die 2000er-Jahre die Auflagenzahlen massiv erhöht haben, ist der Markt übersättigt. Dazu kommt noch, dass die Zahl der Sammler abnimmt und – insbesondere in Österreich – die Briefmarken allmählich vom täglichen Leben verschwinden. Die Marken dieses Jahrganges sind daher im postfrischen Zustand auf privaten Verkaufsplattformen deutlich unter den damaligen Einkaufskosten zu kaufen. In gestempelter Ausführung haben sie gesamt einen Wert im einstelligen Eurobereich. Die Notierungen in den Katalogen werden in der Praxis nicht erreicht und dienen nur einem Vergleich.